# Paolo Nutini
Paolo Giovanni Nutini (Paisley, 9 de janeiro de 1987) é um cantor e compositor escocês. Apesar do nome italiano, que revela sua ascendência, a família de Paolo está na Escócia há pelo menos quatro gerações.
Suas influências incluem Damien Rice, Oasis, the Beatles, U2, Van Morrison, Pink Floyd e Fleetwood Mac.

## Carreira musical
Nutini, que não tem qualquer tipo de formação musical, estava destinado a seguir os passos do seu pai e entrar para o negócio piscatório da família. Ele foi encorajado a entrar para o mundo musical pelo seu avô, Jackie, que adorava música, bem como por um professor que reconheceu o seu talento. Ele deixou a escola para trabalhar como roadie e vender t-shirts para uma banda chamada Speedway e passou três anos aprendendo sobre o negócio da música, tocando ao vivo, tanto sozinho quanto com a banda, e trabalhando como ajudante num estúdio de Glasgow chamado Park Lane Studio.
A sua grande oportunidade apareceu quando participou de um concerto de David Sneddon que regressava a casa na terra natal de Paisley no início de 2003. Sneddon chegou atrasado, e como vencedor de um questionário sobre a cultura Pop, Nuttini teve a oportunidade de cantar duas canções no palco durante a espera. A reação favorável do público impressionou um outro membro da audiência, que se ofereceu para se tornar seu agente.
O jornalista de renome do Daily Record, John Dingwall, viu-o actuar no Queen Margaret Union, e convidou-o para aparecer ao vivo na BBC Radio Scotland. Com apenas 17 anos, ele mudou-se para Londres e cantava regularmente no pub The Bedford em Balham enquanto era, ele próprio, ainda legalmente demasiado novo para poder beber álcool. Outra apresentação ao vivo na rádio se seguiu, incluindo duas acústicas na Radio London, no Hard Rock Cafe e como show de abertura de Amy Winehouse e KT Tunstall.
Durante 2006 ele tocou um número razoável de concertos esgotados no Reino Unido e se apresentou numa grande variedade de locais por todo o mundo, incluindo o King Tut's Wah Wah Hut em Glasgow, uma aparição na televisão no programa Later with Jools Holland, o Carnegie Hall em Nova Iorque, o Oxegen ou o festival T, ambos muito famosos no Reino Unido. Também fez o show de abertura dos Rolling Stones em Viena e foi novamente convidado a se apresentar com eles no Valley Stadium em Agosto de 2006. Participou também no V Festival e o Austin City Limits Music Festival, no Texas em finais de 2006, com a digressão Europeia no Outono. Em Maio de 2006 ele também tocou no Big Weekend da BBC Radio 1 em Dundee.
Paolo é um grande apoiador do Celtic FC e foi criticado pelos fãs por ter aparecido em palco bêbado depois de festejar o fato de o seu clube ter ganho o campeonato escocês em abril de 2007. Isto foi veementemente negado pelo próprio Paolo bem como pelo seu agente, que disseram que Paolo estava simplesmente a murmurar enquanto cantava e que o plano do concerto esteve sujeito a várias falhas técnicas que tornaram a sua voz dificil de ouvir.
Paolo cantou no Glastonbury Festival em junho de 2007 no famoso Pyramid Stage durante o segundo dia do evento. Nutini também participou no Live Earth de Londres no estádio de Wembley no dia 7 de Julho de 2007 e seu set incluiu uma cover de "It's a Wonderful World" de Louis Armstrong. Ele cantou no dia seguinte no festival T na Escócia.
A sua canção "Million Faces" do álbum "These Streets" apareceu no final do episódio "Testing 1-2-3" da terceira temporada da série "A Anatomia de Grey". Também fez uma participação especial em uma música da cantora francesa Zazie, "Duo".

## Gravação
Paolo assinou contracto com a Atlantic Records em Maio de 2005, pouco depois do seu 18º aniversário. Ele lançou o seu primeiro álbum "These Streets" gratuitamente na Internet em Maio de 2006. Seguiu-se o lançamento do seu primeiro single "Last Request" que foi lançado a 4 de Julho de 2006 e chegou a #5 das tabelas do Reino Unido. No video de "Last Request", Nutini representa um ladrão, embora isto não seja revelado até ao fim. Mais tarde houve uma outra versão deste video para a América. Depois Paolo lançou "Rewind" que não teve tanto sucesso. O seu terceiro single "Jenny Don't Be Hasty", foi lançado a 25 de Setembro e estreou-se no #20 das tabelas do Reino Unido. Mais recentemente Paolo lançou "New Shoes".
O seu álbum de estreia, "These Streets", foi produzido por Ken Nelson (que já trabalhou com os Coldplay) e lançado a 17 de Julho de 2006 e estreou-se em terceiro lugar no Reino Unido. Muitas das canções do álbum incluindo "Last Request" e "Rewind", foram inspiradas pela turbulenta relação com a sua actual namorada, Teri Brogan, "Jenny Don't Be Hasty" conta a história veridica de alguns encontros de Paolo com uma mulher mais velha e "Autumn", umas das canções mais tocantes, é dedicada ao avô.

## Discografia
Álbuns de estúdio
- These Streets (2006)
- Sunny Side Up (2009)
- Caustic Love (2014)
- Last Night in the Bittersweet (2022)